# Unión Sport Mina San Vicente
El Unión Sport Mina San Vicente fue un club de fútbol del Perú, oriundo del distrito de Vitoc,  provincia de Chanchamayo en el departamento de Junín. Fue fundado en 1970 y jugó en la Primera División del Perú durante cinco temporadas.

## Historia
El club fue fundado el 1 de junio de 1970 contando con el apoyo de la empresa minera "San Ignacio de Morococha" que opera en la mina "San Vicente" en la provincia de Chanchamayo.
En 1985 participó en la Liga Distrital de San Ramón, distrito vecino a Vitoc en donde logró el título y posteriormente también el título departamental de Junín. Jugó la Etapa Regional de la Copa Perú 1986, dirigido por Juan Joya, donde clasificó a Intermedia en la Zona Centro donde se enfrentó al León de Huánuco, Deportivo Junín y Universidad San Cristóbal de Huamanga obteniendo el ascenso a Primera División.
En su debut en Primera en 1987 participó en el Campeonato Regional del Centro donde finalizó en último lugar pasando a disputar nuevamente la Intermedia donde mantendría la categoría. En 1988 clasificó como subcampeón de la Región Centro al Campeonato Descentralizado 1988 finalizando este torneo en último lugar.
Su mejor campaña la cumplió en el Campeonato Descentralizado 1989 con la dirección técnica de Luis Roth. Tras ganar el Regional I Zona Centro disputado en el primer semestre del año clasificó a la Liguilla por el título donde finalizó en cuarto lugar tras empatar sus cinco partidos. En el Regional II campeonó nuevamente en su región clasificando a la liguilla donde finalizó en tercer lugar.
Se mantuvo en Primera hasta 1991 cuando, por la reducción de equipos, perdió la categoría tras no conseguir la clasificación para el Campeonato Descentralizado 1992. En el Torneo Zonal 1992 no pudo clasificar a la liguilla y regresó a la Copa Perú.
En 2007 clasificó a la Etapa Departamental de Junín donde llegó hasta la segunda fase siendo eliminado al terminar en el tercer lugar del grupo B detrás de Asociación Deportiva Tarma y Minera Corona de Jauja.
Llegó nuevamente a la Etapa Departamental en 2008 pero no pudo superar la primera fase tras ser eliminado por Municipal de Pangoa. En los años siguientes participó en su liga distrital hasta su desaparición.

## Uniforme
- Uniforme titular: Camiseta celeste, pantalón negro, medias negras.
- Uniforme alternativo: Camiseta a rayas verticales rojas y blancas, pantalón azul, medias rojas.

## Datos del club
- Temporadas en Primera División: 5 (1987 - 1991).

## Entrenadores
- Juan Joya (1986-1987)
- Luis Roth (1988-1989)
- Rafael Abelardo Castañeda Castañeda (1990)

## Palmarés

### Torneos regionales
| Competición regional                    | Títulos                             | Subcampeonatos |
| --------------------------------------- | ----------------------------------- | -------------- |
| Campeonato Regional - Zona Centro (2/0) | 1989-1, 1989-2.                     |                |
| Liga Departamental de Junín (1/2)       | 1985.                               | 1980, 1984.    |
| Liga Provincial de Chanchamayo (5/1)    | 1979, 1980, 1984, 1985, 2008.       | 2007.          |
| Liga Distrital de San Ramón (6/2)       | 1972, 1975, 1976, 1977, 1978, 1985. | 1973, 1974.    |